# Swinetunnel

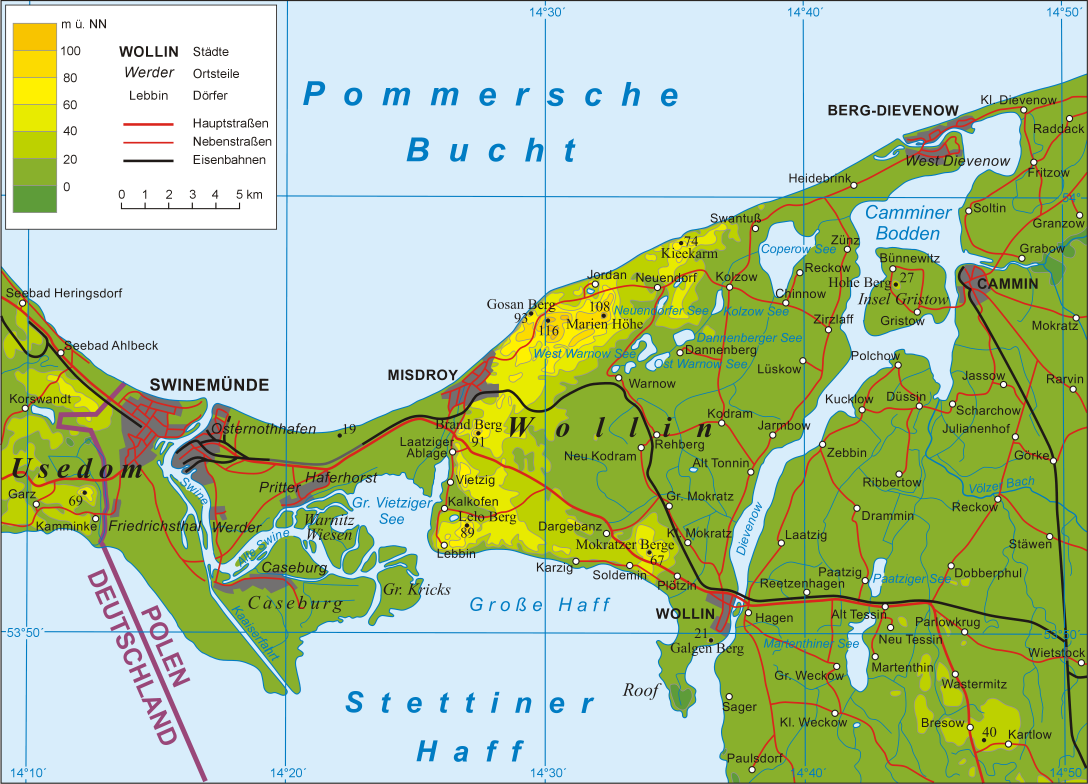
Usedom und Wollin, dazwischen die Swine

Der Swinetunnel, polnisch Tunel w Świnoujściu ist ein von 2018 bis 2023 gebauter Straßentunnel unter der Swine in Polen, der die Inseln Usedom und Wolin (deutsch Wollin) verbindet und damit die Stadt Świnoujście (deutsch Swinemünde) an das polnische Festland anbindet.

## Geschichte
Planungen für einen Tunnelbau bestanden bereits in den 1930er Jahren, als die Region Teil der preußischen Provinz Pommern war. Usedom-Wollin war zu dieser Zeit die beliebteste Urlaubsregion Deutschlands, was deutliche Verkehrsprobleme verursachte. Kriegsbedingt wurde das Projekt jedoch nicht begonnen.

## Bau
Der Tunnel verbindet den Westteil der Stadt Świnoujście, auf der Insel Usedom liegend, mit dem kleineren Ostteil auf der Insel  Wolin, ist 1,76 Kilometer lang und verfügt über eine zweispurige Fahrbahn. Neben dem Haupttunnel mit einem Durchmesser von 12 Metern entstand ein Nottunnel. Der Swinetunnel wurde nach der am 17. September 2018 erfolgten Vertragsunterzeichnung von dem österreichischen Konsortialführer Porr gebaut und im Sommer 2023 fertiggestellt. Ursprünglich hatte ein italienisches Firmenkonsortium aus den Unternehmen Astaldi und Ghella den Zuschlag nach der Ausschreibung erhalten, später jedoch abgesagt. Die Baukosten wurden mit 225 Millionen Euro angegeben. Die Finanzierung erfolgte durch ein EU-Förderprogramm, wobei 15 Prozent der Kosten von der Stadt Swinemünde getragen wurden. Die Tunnelbohrmaschine wurde aus China geliefert und Anfang März 2021 auf der Usedomer Seite in Bewegung gesetzt. Ende September 2021 wurde der Durchbruch geschafft. Die Verkehrsfreigabe des Tunnels erfolgte am 30. Juni 2023.

## Erwartete Folgen für den Schwerlastverkehr
Nach einem Gutachten des Infrastrukturministeriums von Mecklenburg-Vorpommern ist nach der Fertigstellung des Tunnels mit erheblich mehr Schwerlastverkehr auf der Insel Usedom (Bundesstraße 110) zu rechnen, falls die bestehende Begrenzung des Grenzübergangs Garz auf Fahrzeuge mit einer zulässigen Gesamtmasse bis 7,5 Tonnen aufgehoben werden würde. Auch ohne die Swinequerung würde bis 2030 mit einer Erhöhung des Gesamtverkehrs um 13 % gerechnet.

## Galerie

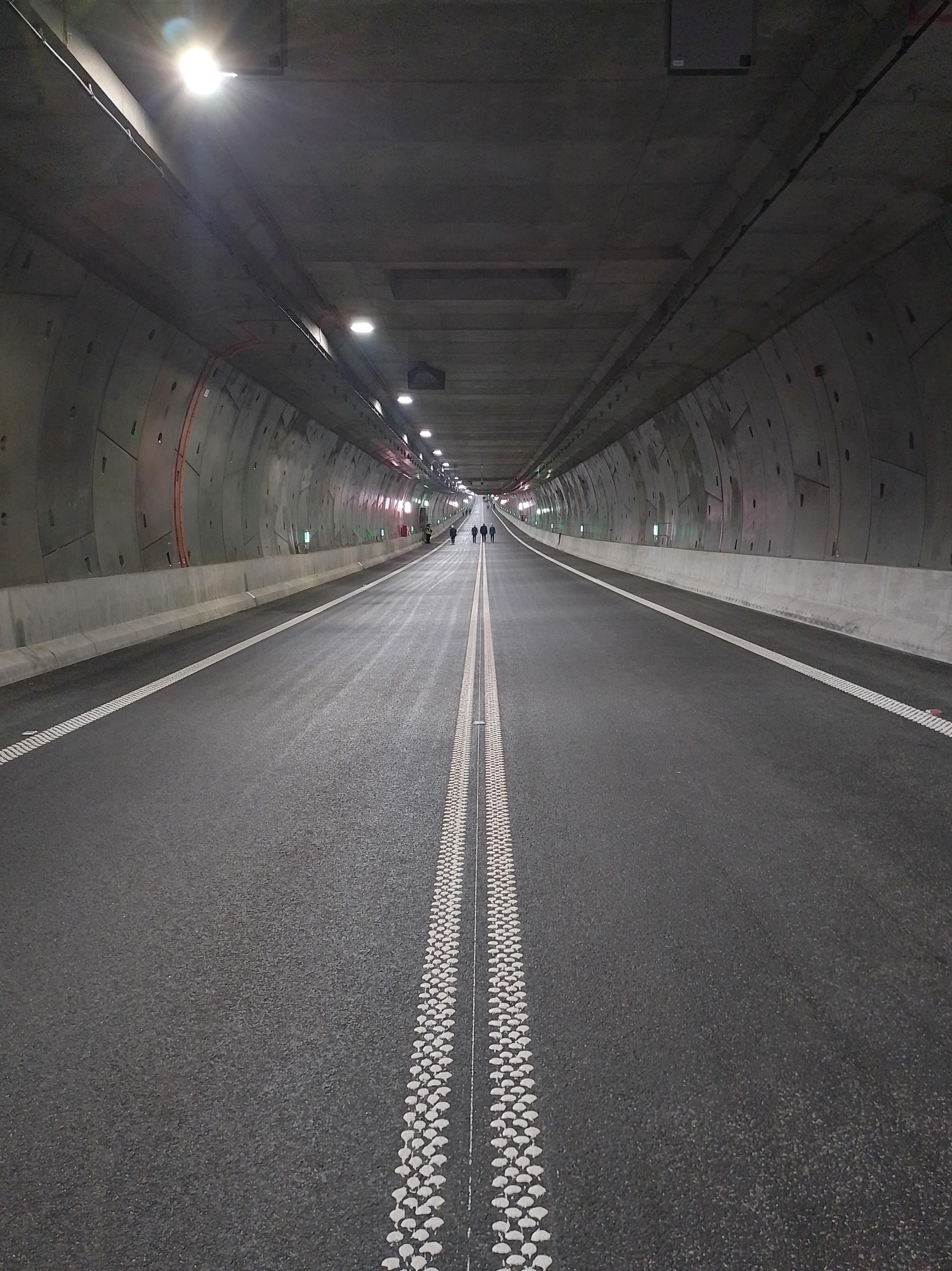
Der Swinetunnel kurz vor der Eröffnung
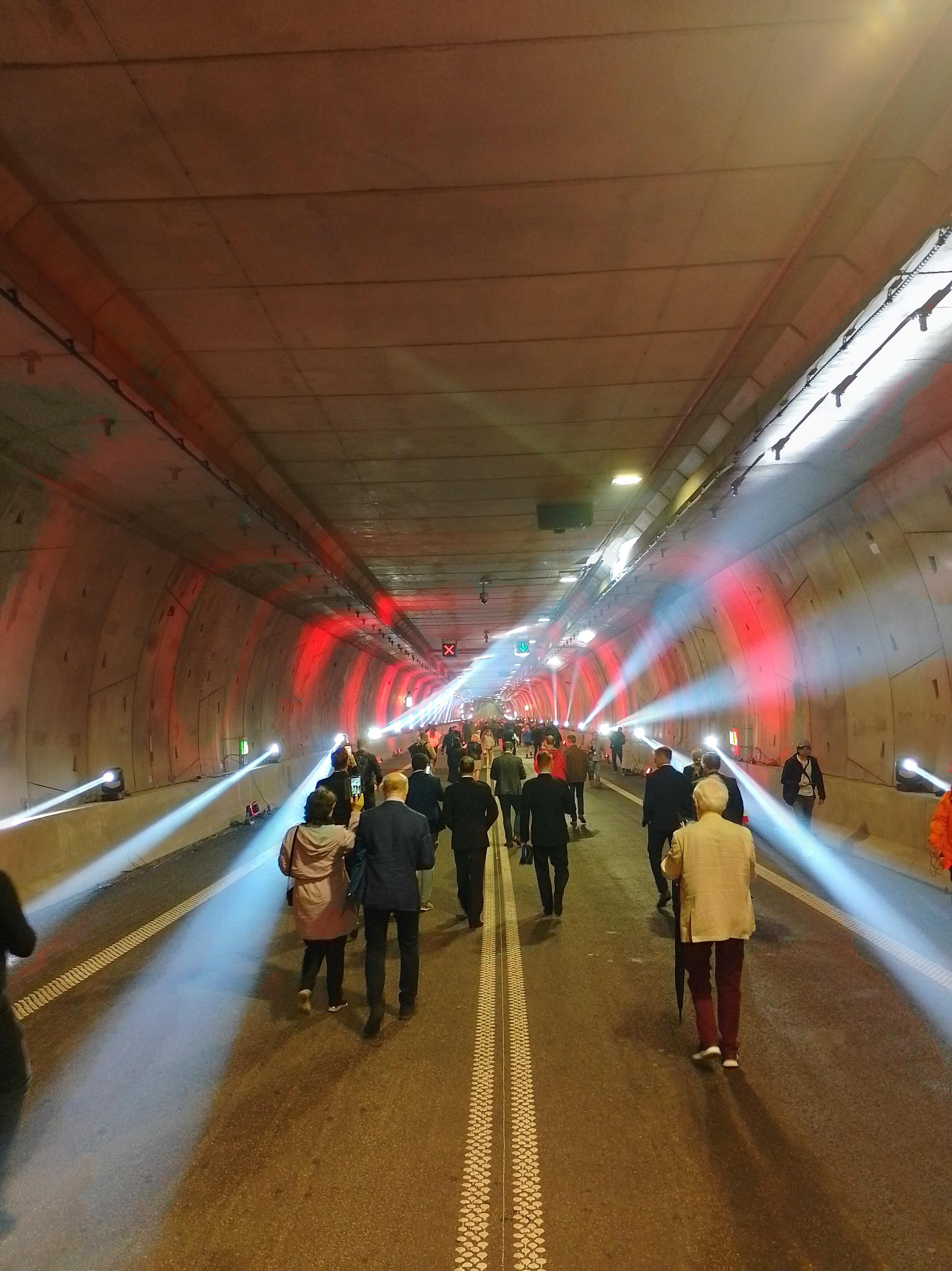
Eröffnung am 30. Juni 2023 für Fußgänger und Radfahrer (ausnahmsweise)
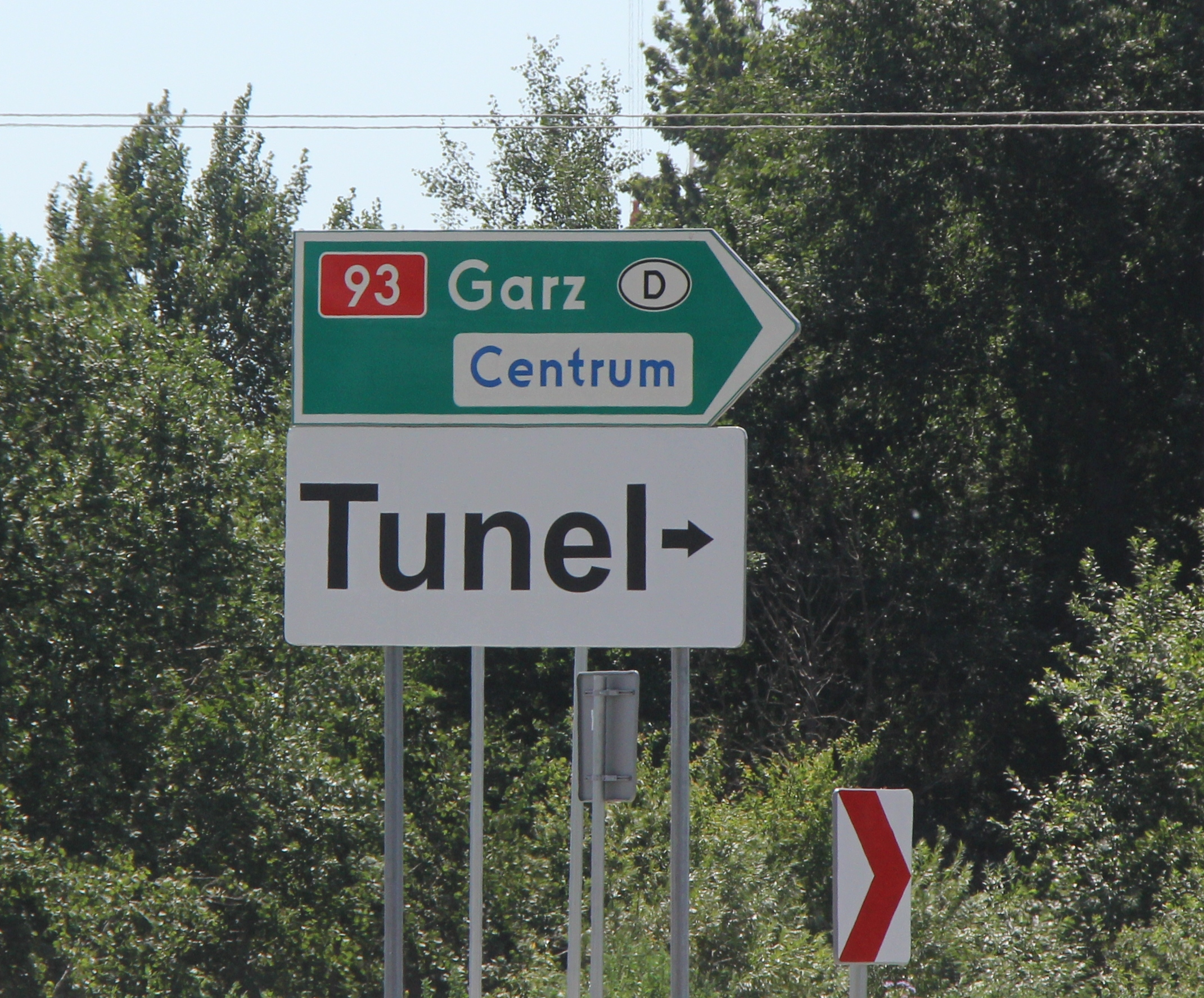
Beschilderung Richtung Tunnel im Norden
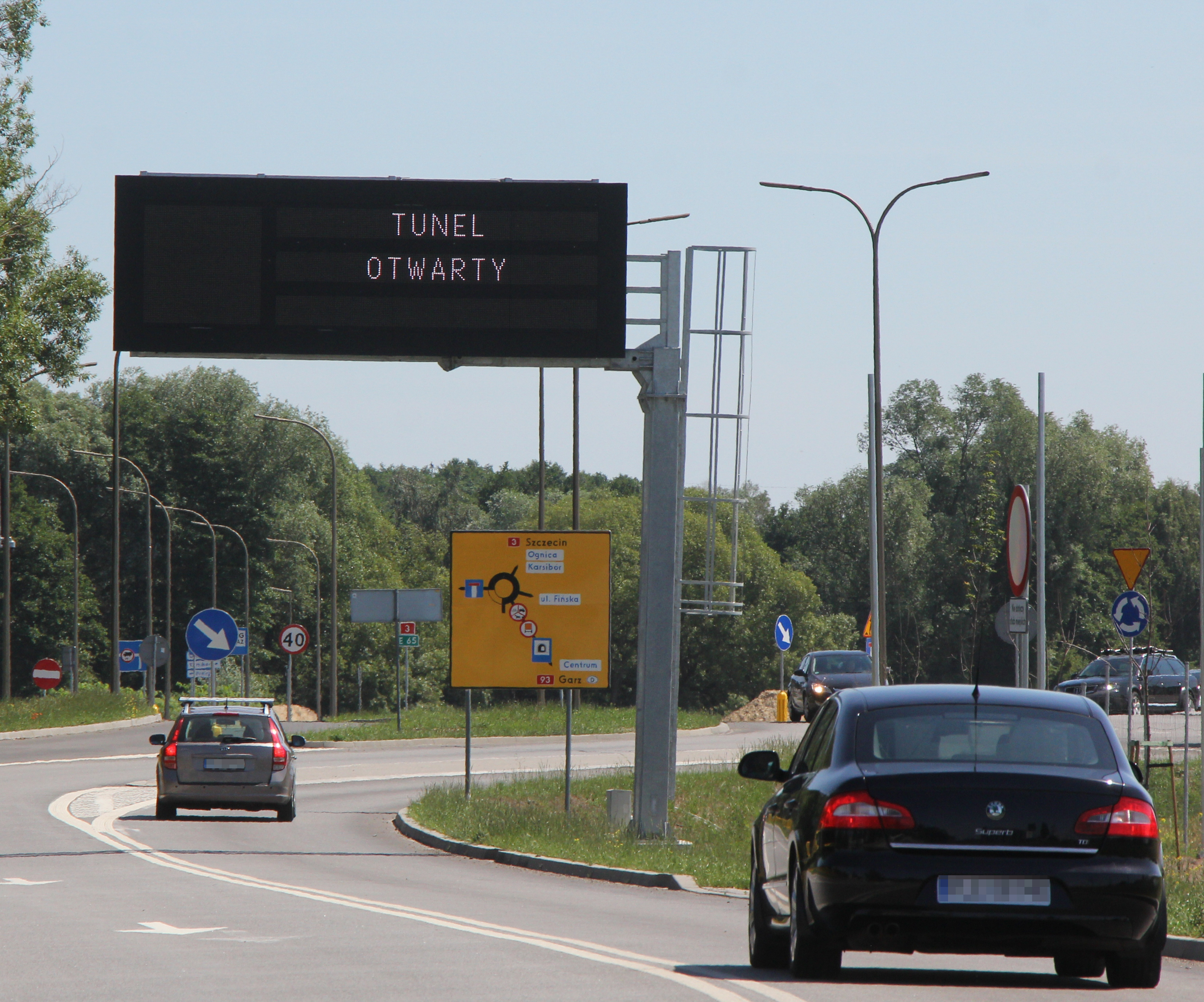
„Tunnel geöffnet“
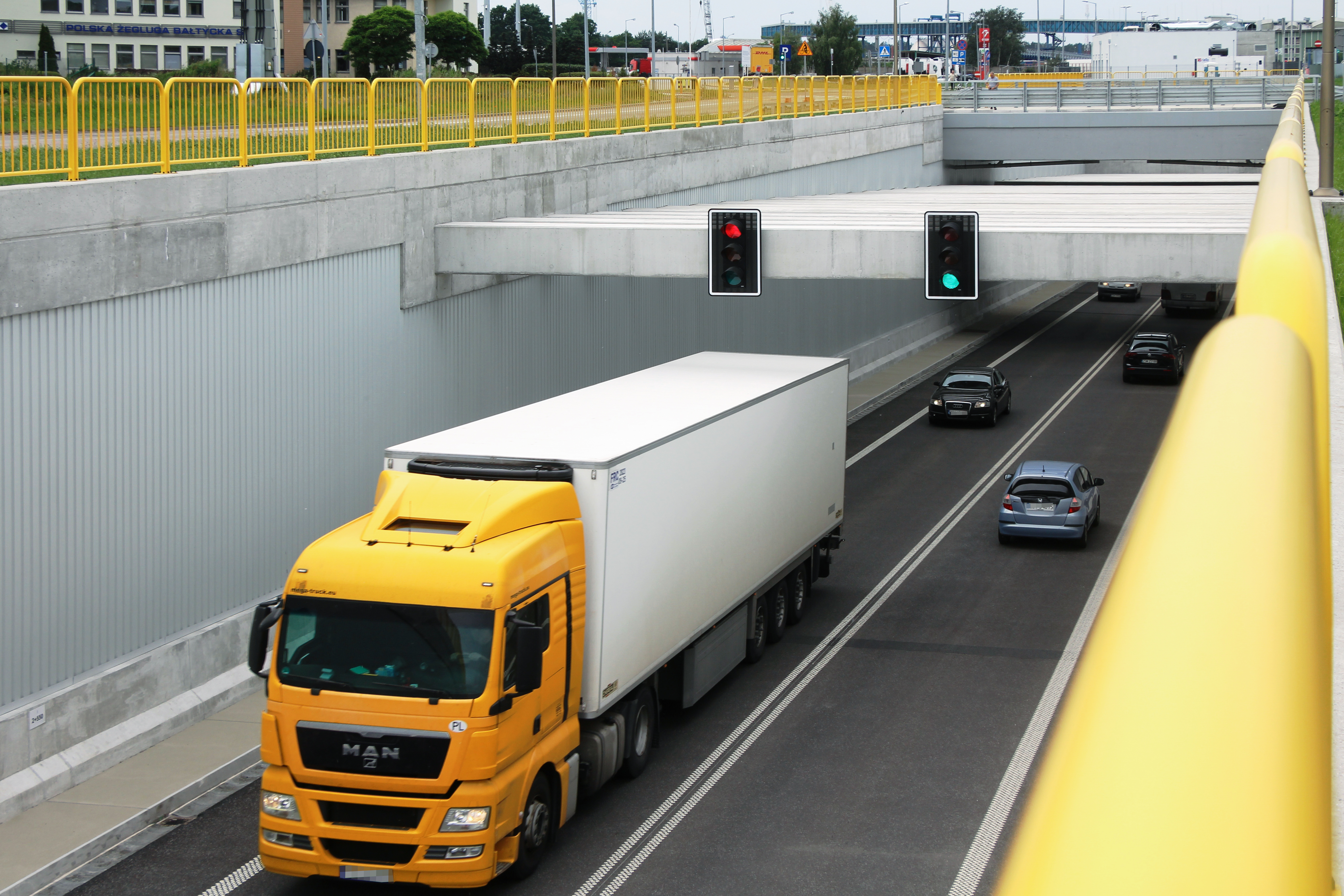
Autoverkehr aus und in Richtung Süden
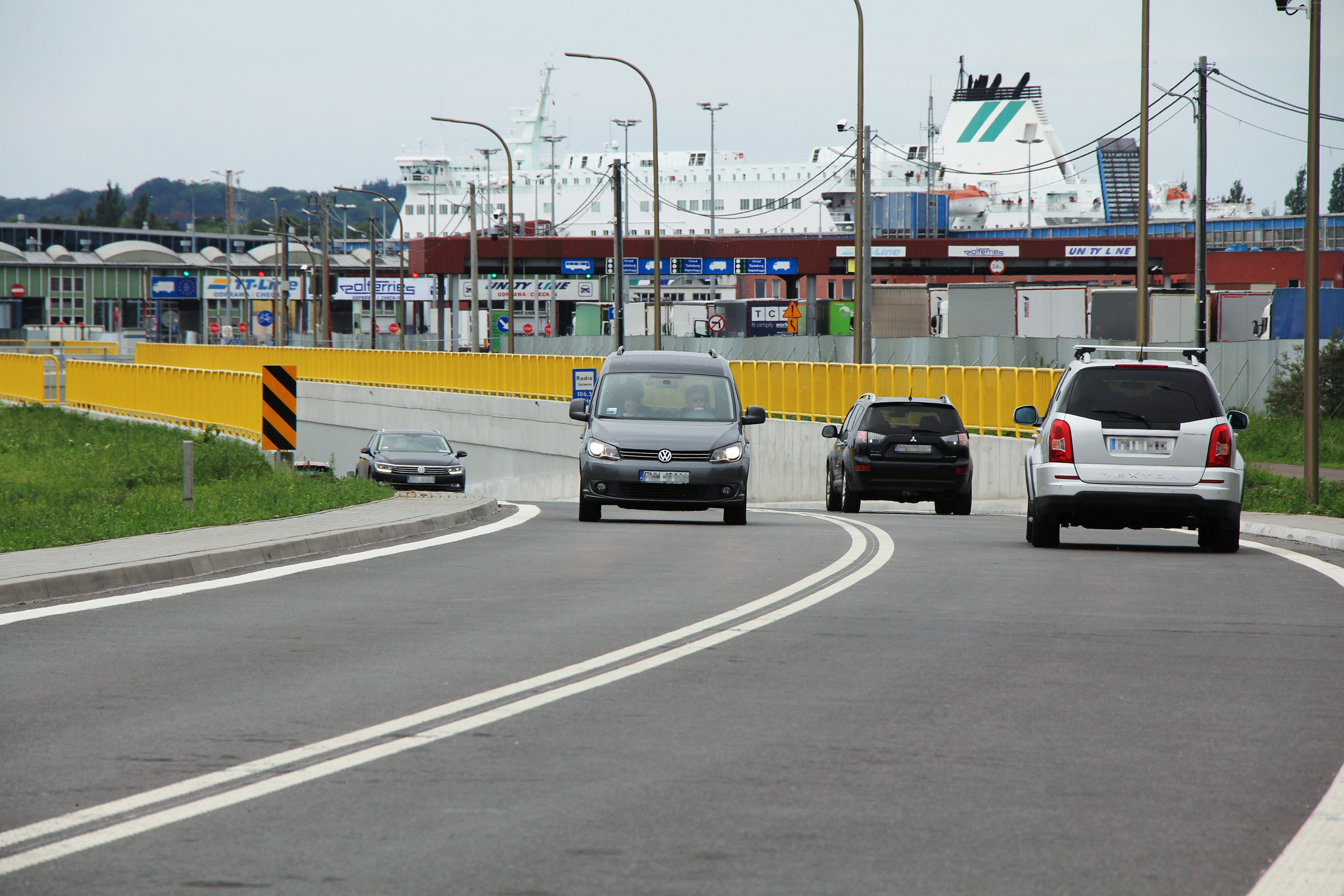
Autoverkehr aus und in Richtung Süden